# Lemenhe
Lemenhe ist ein Ort und eine ehemalige Gemeinde (Freguesia) im Norden Portugals.
Lemenhe gehört zum Kreis Vila Nova de Famalicão im Distrikt Braga. Die Gemeinde hatte eine Fläche von 3 km² und 1273 Einwohner (Stand 30. Juni 2011).
Am 29. September 2013 wurden die Gemeinden Lemenhe, Mouquim und Jesufrei zur neuen Gemeinde União das Freguesias de Lemenhe, Mouquim e Jesufrei zusammengeschlossen. Lemenhe ist Sitz dieser neu gebildeten Gemeinde.